# Фавьер (Мёрт и Мозель)
Фавье́р (фр. Favières) — коммуна во французском департаменте Мёрт и Мозель региона Лотарингия. Относится к  кантону Коломбе-ле-Бель.	

## География
Фавьер расположен в 31 км к юго-западу от Нанси. Соседние коммуны: Долькур и Говиллер на северо-востоке, Лалёф на востоке, Желокур и Баттиньи на юге, Соксеротт на северо-западе.

## История
- Следы галло-романского периода и периода Меровингов.
- Здесь располагалась одна из резиденций графов де Водемон.
- Деревня была известна в XIX веке гончарными изделиями и своей деревянной мебелью.

## Демография
Население коммуны на 2010 год составляло 602 человека.
| 1962 | 1968 | 1975 | 1982 | 1990 | 1999 | 2010 |
| ---- | ---- | ---- | ---- | ---- | ---- | ---- |
| 617  | 606  | 560  | 543  | 533  | 501  | 602  |

## Достопримечательности
- Фортифицированный дом XVI века; дома XV века.
- Водяная мельница начала XIV века.
- Лавуар в центре коммуны.
- Церковь XVIII века.
- Часовня XVIII-XIX веков.

## Известные уроженцы
- Либо, Амбруаз-Огюст (фр. Ambroise-Auguste Liébeault, 1823—1904) — французский врач, известный в истории гипноза и животного магнетизма. Памятная доска на доме, в котором он родился.